# Бхарадваджа
Бхарадва́джа (дев. भरद्वाज, IAST: Bharadvāja) — один из семи мудрецов Индии, автор ряда гимнов «Ригведы». Отец Дроны, наставника Кауравов и Пандавов. Мудрецу посвящена одна из йогических поз (асан), носящая его имя — Бхарадваджа-асана.

## Рождение и обучение
Бхарадваджа считается сыном жреца богов Брихаспати. Согласно же тамильской «Рамаяне», написанной поэтом Камбаном, его отцом является риши Атри. Наставником мудреца, прожившего, согласно легендам, много тысяч лет, многие годы выступал Вальмики, автор «Рамаяны».
Многие годы, согласно «Бхагавата-пуране», Бхарадваджа посвятил неустанному изучению Вед. При этом жизнь риши была продлена на многие тысячи лет Индрой, чтобы он смог посвятить больше времени изучению священных книг. Осознав со временем, что и этого срока недостаточно, Бхарадваджа обратился к царю богов с новой просьбой о продлении срока жизни. Тогда Индра поднял мудреца над тремя горами, а затем показал три пригоршни песка. Три горсти песка символизировали знание, добытое риши к тому времени, а три горы — то, что ещё предстояло познать. Любой смертный сломился бы после этого, но только не Бхарадваджа, который продолжил изучать Веды.
Сторонники древнего происхождения «Вайманика Шастры» приписывают авторство сего произведения Бхарадвадже, считая, что шастра является частью его неизвестного труда «Янтра Сарвасва».
Согласно «Шатапатха-брахмане», Бхавараджа входит в число семи мудрецов, каждого из которых ассоциируют со звездой из созвездия Большой медведицы. Согласно легендам, все брахманы происходят от этих семи мудрецов, и именно имя того либо иного предка-риши становилось названием каждой из экзогамных готр.
Согласно легенде, именно от брака дочери Бхарадваджи по имени Деваварнини (Дайваварнини) и Вишраваса, сына мудреца Пуластьи, появился на свет Кубера. Согласно «Махабхарате» (IX.47.2—26), другая дочь мудреца по имени Сручавати обладала несравненной красотой и постоянно предавалась подвижничеству, чтобы исполнить свою мечту — выйти замуж за Индру, который в конце концов снизошёл к ней в образе Васиштхи. О сыне Бхарадваджи упоминается в «Ману-смрити» в эпизоде с голодным риши, который вынужден с сыном принять коров от плотника.

## Веды
Бхарадвадже и его потомкам из рода поэтов-певцов Бхарадваджей приписывается, согласно анукрамани, авторство ряда ригведийских гимнов, особенно это касается VI мандалы (РВ VI. 1—30; 37—43; 53—74; IX. 67. 1—3; X. 137. 1).
Кроме гимнов, ему приписывается авторство заговора «Атхарва-веды» (II, 12) и одной из грихья-сутр — «Бхарадваджа-грихья-сутры», датируемой серединой I тыс. до н. э.

## Махабхарата
Однажды Бхарадваджа, купаясь в реке, увидел апсару Гхритачи, которая сразу бросилась бежать, как только заметила отшельника. Однако увидев её прекрасное тело, Бхарадваджа излил семя, которое собрал в деревянный сосуд (дрону). В этом сосуде из семени риши родился Дрона, наставник Пандавов и Кауравов.
Однажды Вишну потревожил Бхарадваджу во время молитвы, и тот в наказание низверг поток воды, который оставил на теле девы след. Так, согласно одной из версий, появилась Шриватса, одна из характерных примет бога.

## Рамаяна

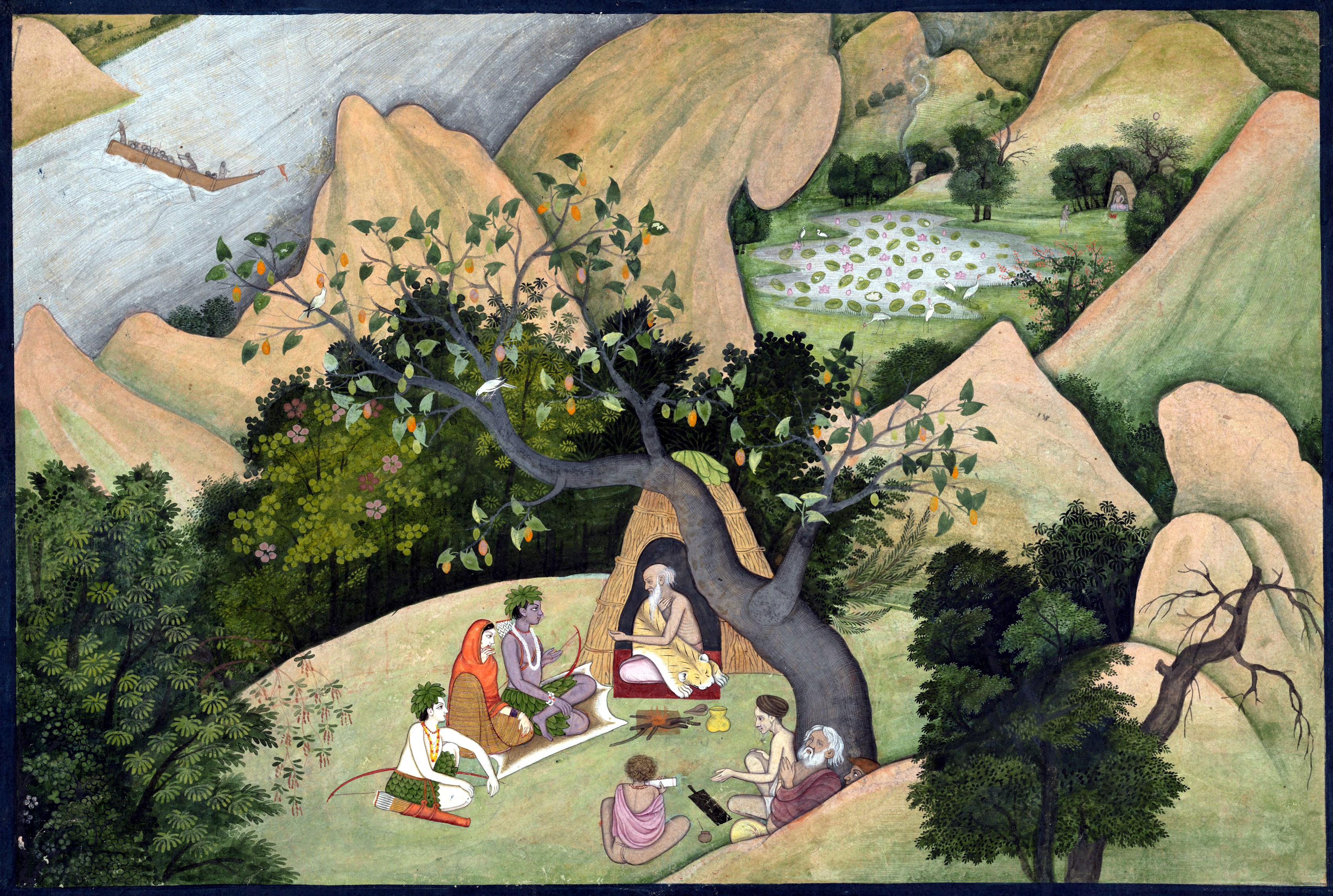
Рама, Сита и Лакшмана в обители Бхарадваджи. Школа Кангра, ок. 1780 года

В самом начале своего изгнания Рама, Сита и Лакшмана приехали в ашрам Бхарадваджи, который находился возле горы Читракуты, чтобы принять благословение от риши. Когда же об изгнании узнал Бхарата, он тоже сразу направился в обитель мудреца с большим количеством воинов и слуг, надеясь вернуть Раму в Айодхью. Прибыв на место и оставив своих людей снаружи, Бхарата вошёл в ашрам мудреца. Последний, несмотря на многотысячную свиту героя, пригласил его на ужин. Призвав на помощь Вишвакармана, Бхарадваджа смог устроить по-настоящему царский приём — были приглашены девы, локапалы, апсары, гандхарвы, а блюда с едой появлялись сами собой перед гостями. Узнав, что Бхарата с гневом относится к поступку своей матери Кайкейи, он пожелал, чтобы герой простил мать, ибо изгнание Рамы должно было обернуться добром.

## Ашрам Бхарадваджи
Считается, что ашрам Бхарадваджи располагался в лесу возле горы Читракуты и Праяга, в месте, где в наши дни находится Аллахабадский университет. Сейчас название «Читракута» носит современный город в юго-восточной части штата Уттар-Прадеш.